# 橘村 (神奈川県)
橘村（たちばなむら）は、1889年（明治22年）4月1日から1937年（昭和12年）6月1日まで存在した神奈川県橘樹郡の村。

## 概要
神奈川県橘樹郡北部の村。現在の神奈川県川崎市高津区南部にあたる。

## 歴史

### 村名の由来
大字子母口に橘樹神社があり、橘樹郡橘樹郷の地と比定されることにちなむ。

### 沿革
- 奈良時代、平安時代 - 橘樹郷の地名が見られる。
- 南北朝時代 - 橘、渋口郷の地名が見られる。
- 戦国時代 - 新作、末長の地名が見られる。
- 江戸時代 - 以下の8村が成立。
  - 清沢村（旗本松波氏・鈴木氏の相給）
  - 岩川村（旗本鈴木氏知行）
  - 新作村（江戸増上寺領、旗本門奈氏・国領氏知行→増上寺領・増上寺隠居料、旗本門奈氏・国領氏知行→江戸増上寺領、旗本門奈氏・国領氏知行）
  - 子母口村（旗本高林氏知行→旗本高林氏知行、江戸誓願寺領→幕府領、誓願寺領）
  - 末長村（旗本浅井氏・国領氏・松波氏の3給）
  - 久末村（旗本佐橋氏知行）
  - 明津村（旗本駒井氏知行→幕府領→江戸増上寺領）
  - 蟹ヶ谷村（旗本小幡氏知行→幕府領）
- 1868年（明治元年）
  - 旧暦6月17日 - 神奈川府の管轄となる。
  - 旧暦9月21日 - 神奈川府が神奈川県に改称。
- 1874年（明治7年） - 大区小区制の施行により、井田村、木月村、蟹ケ谷村、明津村、北加瀬村が第4大区第8小区に、子母口村、久末村、末長村、新作村、清沢村、岩川村が第5大区第4小区になる。
- 1875年（明治8年） - 清沢村、岩川村が合併して千歳村が成立[1]。
- 1878年（明治11年） - 千歳村が千年村に改称[1]。
- 1889年（明治22年）4月1日 - 町村制の施行により、千年村、新作村、子母口村、末長村、久末村、明津村、蟹ヶ谷村が合併して橘村が成立。
- 1937年（昭和12年）6月1日 - 川崎市に編入。同日橘村廃止。
- 1972年（昭和47年）4月1日 - 川崎市が政令指定都市に指定され、旧村域が高津区になる。

## 経済

### 産業
農業
『大日本篤農家名鑑』によれば、橘村の篤農家は「伊藤壽三郎、伊藤恭之助、中村瀬左衛門、井上久左衛門、内田寛蔵、渋谷義三」などがいた。
畜産
- 橘屠場[3] - 畜産組合経営[3]。取り扱う家畜の種類は牛、馬、犢、羊、豚[3]。屠場主は白井佐吉[3]。

## 交通

### 鉄道路線
- 南武鉄道（現JR東日本）
  - 本線（現南武線）：村域内を通過しているが、駅は存在しなかった。

### 道路
- 中原街道

## 現在の町名
すべて旧村名が現存する。合併後に千年新町、子母口富士見台が起立。

## 関連文献
- 「新作村」『新編武蔵風土記稿』 巻ノ64橘樹郡ノ7、内務省地理局、1884年6月。NDLJP:763984/17。